# Gröningen
Gröningen − miasto w Niemczech, w kraju związkowym Saksonia-Anhalt, w powiecie Börde, siedziba gminy związkowej Westliche Börde.

## Geografia
Gröningen leży ok. 10 km od miasta Oschersleben (Bode) i ok. 12 km od Halberstadt. Przez miasto przebiega obwodnica drogi krajowej B81.
Gröningen dzieli się na następujące dzielnice:
- Großalsleben
- Heynburg
- Kloster Gröningen
- Krottorf